# Барбора Шпотакова
Барбора Шпотакова (чеськ. Barbora Špotáková, 30 червня 1981, Яблонець-над-Нисою) — чеська метальниця списа, дворазова олімпійська чемпіонка, володарка усіх можливих титулів, рекордсменка світу.
Особистий рекорд, що одночасно є рекордом світу, — 72 м 28 см.

## Виступи на Олімпіадах
| Олімпіада   | Дисципліна    | Місце             |
| ----------- | ------------- | ----------------- |
| Афіни 2004  | метання списа | 23 (кваліфікація) |
| Пекін 2008  | метання списа | 1                 |
| Лондон 2012 | метання списа | 1                 |
| Ріо 2016    | метання списа | 3                 |